# Aliwal North
Aliwal North è un centro abitato del Sudafrica, situato nella provincia del Capo Orientale.